# Кубок Европы по баскетболу 2014/2015. Группа D
В этой статье представлено положение команд и результаты матчей в группе D регулярного сезона Кубка Европы по баскетболу 2014/2015.

## Команды
| Корзина жеребьёвки | Команда       | Город           | Страна   | Последнее участие | 2013/2014       | 2013/2014      | 2013/2014 | Арена                                          | Вместимость |
| Корзина жеребьёвки | Команда       | Город           | Страна   | Последнее участие | Лига            | Поз.           | Плей-офф  | Арена                                          | Вместимость |
| ------------------ | ------------- | --------------- | -------- | ----------------- | --------------- | -------------- | --------- | ---------------------------------------------- | ----------- |
| 1                  | Химки         | Химки           | Россия   | 2013/14           | Единая лига ВТБ | 1-е (Группа B) | ЧФ        | Баскетбольный центр «Химки» Московской области | 6 000       |
| 2                  | Бешикташ      | Стамбул         | Турция   | 2013/14           | ТБЛ Лига        | 5-е            | ЧФ        | Бешикташ Акатлар Арена                         | 3 200       |
| 3                  | Зенит         | Санкт-Петербург | Россия   | 2012/13           | Единая лига ВТБ | 3-е (Группа B) | ЧФ        | Сибур Арена                                    | 7 044       |
| 4                  | ВЭФ           | Рига            | Латвия   | 2013/14           | ЛБЛ             | 2-е            | ПФ        | Арена Рига                                     | 12 500      |
| 5                  | Олимпия       | Любляна         | Словения | 2013/14           | Лига ABA        | 10-е           | н/д       | Арена Стожице                                  | 12 500      |
| 6                  | Сольноки Олай | Сольнок         | Венгрия  | н/д               | NB I/A          | 1-е            | Ч         | Тисалигети Спортчарнок                         | 3 000       |

## Положение команд
|  | Команды вышли в Last-32. |

| №  | Команда       | И  | В | П | МЗ  | МП  | +/-  | Тай-брейк |
| -- | ------------- | -- | - | - | --- | --- | ---- | --------- |
| 1. | Химки         | 10 | 8 | 2 | 872 | 756 | +116 |           |
| 2. | Бешикташ      | 10 | 7 | 3 | 773 | 705 | +68  |           |
| 3. | Олимпия       | 10 | 6 | 4 | 800 | 782 | +18  |           |
| 4. | Зенит         | 10 | 5 | 5 | 808 | 809 | –1   |           |
| 5. | Сольноки Олай | 10 | 3 | 7 | 748 | 822 | –74  |           |
| 6. | ВЭФ           | 10 | 1 | 9 | 705 | 832 | –98  |           |

## Результаты

### 1-й тур
| 15 октября 2014 17:30 | Отчёт | Химки                      | 94:65    | ВЭФ                                                  | Баскетбольный центр Московской области, Химки Зрителей: 1 500 Судьи: Мурат Биричик, Петар Обрадович, Амит Балак |
| 15 октября 2014 17:30 | Отчёт | 21:18, 26:10, 24:13, 23:24 |          |                                                      | Баскетбольный центр Московской области, Химки Зрителей: 1 500 Судьи: Мурат Биричик, Петар Обрадович, Амит Балак |
| 15 октября 2014 17:30 | Отчёт | Тайрис Райс 16             | Очки     | Джералд Робинсон 21                                  | Баскетбольный центр Московской области, Химки Зрителей: 1 500 Судьи: Мурат Биричик, Петар Обрадович, Амит Балак |
| 15 октября 2014 17:30 | Отчёт | Тайлер Ханикатт 9          | Подборы  | Марекс Межерис 8                                     | Баскетбольный центр Московской области, Химки Зрителей: 1 500 Судьи: Мурат Биричик, Петар Обрадович, Амит Балак |
| 15 октября 2014 17:30 | Отчёт | Марко Попович 8            | Передачи | Марекс Межерис, Джералд Робинсон, Кевин Диллард по 3 | Баскетбольный центр Московской области, Химки Зрителей: 1 500 Судьи: Мурат Биричик, Петар Обрадович, Амит Балак |

| 15 октября 2014 18:30 | Отчёт | Бешикташ                   | 68:70    | Олимпия                           | «Акатлар Арена», Стамбул Зрителей: 1 454 Судьи: Христос Христодулу, Гентиан Чичи, Семён Овинов |
| 15 октября 2014 18:30 | Отчёт | 12:19, 12:14, 12:19, 32:18 |          |                                   | «Акатлар Арена», Стамбул Зрителей: 1 454 Судьи: Христос Христодулу, Гентиан Чичи, Семён Овинов |
| 15 октября 2014 18:30 | Отчёт | Джаджуан Джонсон 20        | Очки     | Сасу Салин, Халил Каначевич по 13 | «Акатлар Арена», Стамбул Зрителей: 1 454 Судьи: Христос Христодулу, Гентиан Чичи, Семён Овинов |
| 15 октября 2014 18:30 | Отчёт | Хилтон Армстронг 12        | Подборы  | Христо Николов, Ален Омич по 7    | «Акатлар Арена», Стамбул Зрителей: 1 454 Судьи: Христос Христодулу, Гентиан Чичи, Семён Овинов |
| 15 октября 2014 18:30 | Отчёт | Крис Лофтон 5              | Передачи | Марко Маринович 10                | «Акатлар Арена», Стамбул Зрителей: 1 454 Судьи: Христос Христодулу, Гентиан Чичи, Семён Овинов |

| 15 октября 2014 19:00 | Отчёт | Сольноки Олай              | 96:94    | Зенит          | «Тисалигети Спортчарнок», Сольнок Зрителей: 900 Судьи: Юргис Лауринавичюс, Эрсан Картал, Мариуш Чулин |
| 15 октября 2014 19:00 | Отчёт | 22:21, 25:23, 16:23, 33:27 |          |                | «Тисалигети Спортчарнок», Сольнок Зрителей: 900 Судьи: Юргис Лауринавичюс, Эрсан Картал, Мариуш Чулин |
| 15 октября 2014 19:00 | Отчёт | Давид Войвода 25           | Очки     | Уолтер Ходж 25 | «Тисалигети Спортчарнок», Сольнок Зрителей: 900 Судьи: Юргис Лауринавичюс, Эрсан Картал, Мариуш Чулин |
| 15 октября 2014 19:00 | Отчёт | Акош Келлер 9              | Подборы  | Кайл Лэндри 9  | «Тисалигети Спортчарнок», Сольнок Зрителей: 900 Судьи: Юргис Лауринавичюс, Эрсан Картал, Мариуш Чулин |
| 15 октября 2014 19:00 | Отчёт | Лазерик Джонс 7            | Передачи | Уолтер Ходж 6  | «Тисалигети Спортчарнок», Сольнок Зрителей: 900 Судьи: Юргис Лауринавичюс, Эрсан Картал, Мариуш Чулин |

### 2-й тур
| 22 октября 2014 17:00 | Отчёт | Зенит                      | 86:90    | Бешикташ            | «Баскет-холл», Казань Зрителей: 1 000 Судьи: Срджан Дозаи, Милош Коленшич, Ингус Бауманис |
| 22 октября 2014 17:00 | Отчёт | 19:23, 25:22, 13:17, 21:16 |          |                     | «Баскет-холл», Казань Зрителей: 1 000 Судьи: Срджан Дозаи, Милош Коленшич, Ингус Бауманис |
| 22 октября 2014 17:00 | Отчёт | Уолтер Ходж 20             | Очки     | Крис Лофтон 32      | «Баскет-холл», Казань Зрителей: 1 000 Судьи: Срджан Дозаи, Милош Коленшич, Ингус Бауманис |
| 22 октября 2014 17:00 | Отчёт | Кайл Лэндри 8              | Подборы  | Джаджуан Джонсон 12 | «Баскет-холл», Казань Зрителей: 1 000 Судьи: Срджан Дозаи, Милош Коленшич, Ингус Бауманис |
| 22 октября 2014 17:00 | Отчёт | Уолтер Ходж 9              | Передачи | Керем Тунчери 8     | «Баскет-холл», Казань Зрителей: 1 000 Судьи: Срджан Дозаи, Милош Коленшич, Ингус Бауманис |

| 22 октября 2014 18:00 | Отчёт | Олимпия                          | 85:88    | Химки                                | «Арена Стожице», Любляна Судьи: Оскар Переа, Петрос Парапетру, Мориц Райтер |
| 22 октября 2014 18:00 | Отчёт | 23:20, 18:28, 22:19, 22:21       |          |                                      | «Арена Стожице», Любляна Судьи: Оскар Переа, Петрос Парапетру, Мориц Райтер |
| 22 октября 2014 18:00 | Отчёт | Мирза Бегич 18                   | Очки     | Тайрис Райс 22                       | «Арена Стожице», Любляна Судьи: Оскар Переа, Петрос Парапетру, Мориц Райтер |
| 22 октября 2014 18:00 | Отчёт | Мирза Бегич, Христо Николов по 4 | Подборы  | Джеймс Огастин, Жоффрей Ловернь по 6 | «Арена Стожице», Любляна Судьи: Оскар Переа, Петрос Парапетру, Мориц Райтер |
| 22 октября 2014 18:00 | Отчёт | Марко Маринович 6                | Передачи | Тайрис Райс 5                        | «Арена Стожице», Любляна Судьи: Оскар Переа, Петрос Парапетру, Мориц Райтер |

| 22 октября 2014 18:30 | Отчёт | ВЭФ                                | 71:61    | Сольноки Олай      | «Арена Рига», Рига Зрителей: 1 200 Судьи: Томас Ясявичюс, Ааре Халлико, Александар Милоевич |
| 22 октября 2014 18:30 | Отчёт | 16:9, 26:27, 16:18, 13:7           |          |                    | «Арена Рига», Рига Зрителей: 1 200 Судьи: Томас Ясявичюс, Ааре Халлико, Александар Милоевич |
| 22 октября 2014 18:30 | Отчёт | Джеральд Робинсон 19               | Очки     | Петер Лорант 14    | «Арена Рига», Рига Зрителей: 1 200 Судьи: Томас Ясявичюс, Ааре Халлико, Александар Милоевич |
| 22 октября 2014 18:30 | Отчёт | Джеральд Робинсон 8                | Подборы  | Петер Лорант 8     | «Арена Рига», Рига Зрителей: 1 200 Судьи: Томас Ясявичюс, Ааре Халлико, Александар Милоевич |
| 22 октября 2014 18:30 | Отчёт | Янис Тимма, Джеральд Робинсон по 4 | Передачи | Кристиан Виттман 4 | «Арена Рига», Рига Зрителей: 1 200 Судьи: Томас Ясявичюс, Ааре Халлико, Александар Милоевич |

### 3-й тур
| 29 октября 2014 18:00 | Отчёт | Зенит                      | 84:70    | ВЭФ                  | «Сибур Арена», Санкт-Петербург Зрителей: 3 000 Судьи: Марек Цмикевич, Сеффи Шеммеш, Давид Романо |
| 29 октября 2014 18:00 | Отчёт | 23:17, 28:20, 19:10, 14:23 |          |                      | «Сибур Арена», Санкт-Петербург Зрителей: 3 000 Судьи: Марек Цмикевич, Сеффи Шеммеш, Давид Романо |
| 29 октября 2014 18:00 | Отчёт | Кайл Лэндри 17             | Очки     | Джеральд Робинсон 17 | «Сибур Арена», Санкт-Петербург Зрителей: 3 000 Судьи: Марек Цмикевич, Сеффи Шеммеш, Давид Романо |
| 29 октября 2014 18:00 | Отчёт | Кайл Лэндри 9              | Подборы  | Марекс Межерис 7     | «Сибур Арена», Санкт-Петербург Зрителей: 3 000 Судьи: Марек Цмикевич, Сеффи Шеммеш, Давид Романо |
| 29 октября 2014 18:00 | Отчёт | Уолтер Ходж 6              | Передачи | Ингус Яковичс 5      | «Сибур Арена», Санкт-Петербург Зрителей: 3 000 Судьи: Марек Цмикевич, Сеффи Шеммеш, Давид Романо |

| 29 октября 2014 19:00 | Отчёт | Бешикташ                             | 66:64    | Химки                              | «Акатлар Арена», Стамбул Зрителей: 2 746 Судьи: Илия Белошевич, Петри Мянтюля, Клеменц Фриц |
| 29 октября 2014 19:00 | Отчёт | 21:22, 18:21, 14:15, 13:6            |          |                                    | «Акатлар Арена», Стамбул Зрителей: 2 746 Судьи: Илия Белошевич, Петри Мянтюля, Клеменц Фриц |
| 29 октября 2014 19:00 | Отчёт | Джон Холланд, Хилтон Армстронг по 13 | Очки     | Тайрис Райс, Петтери Копонен по 14 | «Акатлар Арена», Стамбул Зрителей: 2 746 Судьи: Илия Белошевич, Петри Мянтюля, Клеменц Фриц |
| 29 октября 2014 19:00 | Отчёт | Райан Брукхофф 9                     | Подборы  | Джеймс Огастин 7                   | «Акатлар Арена», Стамбул Зрителей: 2 746 Судьи: Илия Белошевич, Петри Мянтюля, Клеменц Фриц |
| 29 октября 2014 19:00 | Отчёт | Крис Лофтон, Энгин Атсур по 4        | Передачи | Тайрис Райс 8                      | «Акатлар Арена», Стамбул Зрителей: 2 746 Судьи: Илия Белошевич, Петри Мянтюля, Клеменц Фриц |

| 29 октября 2014 19:00 | Отчёт | Сольноки Олай                       | 80:86    | Олимпия                                          | «Тисалигети Спортчарнок», Сольнок Зрителей: 1 310 Судьи: Марцин Ковальский, Оскарс Лучис, Ингус Бауманис |
| 29 октября 2014 19:00 | Отчёт | 28:25, 20:17, 22:16, 10:28          |          |                                                  | «Тисалигети Спортчарнок», Сольнок Зрителей: 1 310 Судьи: Марцин Ковальский, Оскарс Лучис, Ингус Бауманис |
| 29 октября 2014 19:00 | Отчёт | Страхиня Милошевич 16               | Очки     | Ален Омич 18                                     | «Тисалигети Спортчарнок», Сольнок Зрителей: 1 310 Судьи: Марцин Ковальский, Оскарс Лучис, Ингус Бауманис |
| 29 октября 2014 19:00 | Отчёт | Мартон Бейдер, Страхиня Милошевич 6 | Подборы  | Ален Омич 8                                      | «Тисалигети Спортчарнок», Сольнок Зрителей: 1 310 Судьи: Марцин Ковальский, Оскарс Лучис, Ингус Бауманис |
| 29 октября 2014 19:00 | Отчёт | Лазерич Джонс 5                     | Передачи | Лука Рупник, Грегор Хроват, Марко Маринович по 5 | «Тисалигети Спортчарнок», Сольнок Зрителей: 1 310 Судьи: Марцин Ковальский, Оскарс Лучис, Ингус Бауманис |

### 4-й тур
| 4 ноября 2014 18:00 | Отчёт | Олимпия                         | 89:84    | Зенит            | «Арена Стожице», Любляна Зрителей: 3 700 Судьи: Мурат Биричик, Клеменц Фриц, Алессандро Мартолини |
| 4 ноября 2014 18:00 | Отчёт | 26:14, 25:22, 25:25, 13:23      |          |                  | «Арена Стожице», Любляна Зрителей: 3 700 Судьи: Мурат Биричик, Клеменц Фриц, Алессандро Мартолини |
| 4 ноября 2014 18:00 | Отчёт | Сасу Салин 21                   | Очки     | Кэмерон Джонс 19 | «Арена Стожице», Любляна Зрителей: 3 700 Судьи: Мурат Биричик, Клеменц Фриц, Алессандро Мартолини |
| 4 ноября 2014 18:00 | Отчёт | Сасу Салин 10                   | Подборы  | Иван Лазарев 7   | «Арена Стожице», Любляна Зрителей: 3 700 Судьи: Мурат Биричик, Клеменц Фриц, Алессандро Мартолини |
| 4 ноября 2014 18:00 | Отчёт | Лука Рупник, Грегор Хроват по 5 | Передачи | Уолтер Ходж 5    | «Арена Стожице», Любляна Зрителей: 3 700 Судьи: Мурат Биричик, Клеменц Фриц, Алессандро Мартолини |

| 5 ноября 2014 17:30 | Отчёт | Химки                      | 98:84    | Сольноки Олай                                                      | Баскетбольный центр Московской области, Химки Зрителей: 1 200 Судьи: Сеффи Шеммеш, Ясмина Юрас, Йосип Радойкович |
| 5 ноября 2014 17:30 | Отчёт | 30:22, 19:21, 25:13, 24:28 |          |                                                                    | Баскетбольный центр Московской области, Химки Зрителей: 1 200 Судьи: Сеффи Шеммеш, Ясмина Юрас, Йосип Радойкович |
| 5 ноября 2014 17:30 | Отчёт | Егор Вяльцев 17            | Очки     | Давид Войвода 19                                                   | Баскетбольный центр Московской области, Химки Зрителей: 1 200 Судьи: Сеффи Шеммеш, Ясмина Юрас, Йосип Радойкович |
| 5 ноября 2014 17:30 | Отчёт | Сергей Моня 7              | Подборы  | Питер Лорант, Стефан Шиновец, Акош Келлер, Страхиня Милошевич по 6 | Баскетбольный центр Московской области, Химки Зрителей: 1 200 Судьи: Сеффи Шеммеш, Ясмина Юрас, Йосип Радойкович |
| 5 ноября 2014 17:30 | Отчёт | Сергей Моня 7              | Передачи | Лазерич Джонс 6                                                    | Баскетбольный центр Московской области, Химки Зрителей: 1 200 Судьи: Сеффи Шеммеш, Ясмина Юрас, Йосип Радойкович |

| 5 ноября 2014 18:45 | Отчёт | Бешикташ                             | 88:71    | ВЭФ             | «Акатлар Арена», Стамбул Зрителей: 973 Судьи: Спирос Гонтас, Яннис Фуфис, Харис Биедич |
| 5 ноября 2014 18:45 | Отчёт | 23:20, 23:15, 18:20, 24:16           |          |                 | «Акатлар Арена», Стамбул Зрителей: 973 Судьи: Спирос Гонтас, Яннис Фуфис, Харис Биедич |
| 5 ноября 2014 18:45 | Отчёт | Крис Лофтон 22                       | Очки     | Янис Тимма 18   | «Акатлар Арена», Стамбул Зрителей: 973 Судьи: Спирос Гонтас, Яннис Фуфис, Харис Биедич |
| 5 ноября 2014 18:45 | Отчёт | Хилтон Армстронг 4                   | Подборы  | Бамба Фалл 5    | «Акатлар Арена», Стамбул Зрителей: 973 Судьи: Спирос Гонтас, Яннис Фуфис, Харис Биедич |
| 5 ноября 2014 18:45 | Отчёт | Керем Тунчери, Хилтон Армстронг по 4 | Передачи | Кевин Диллард 4 | «Акатлар Арена», Стамбул Зрителей: 973 Судьи: Спирос Гонтас, Яннис Фуфис, Харис Биедич |

### 5-й тур
| 11 ноября 2014 18:30 | Отчёт | ВЭФ                                     | 74:83    | Олимпия           | «Арена Рига», Рига Зрителей: 1 700 Судьи: Борис Шульга, Сергей Чебышев, Ник ван ден Брук |
| 11 ноября 2014 18:30 | Отчёт | 5:26, 23:24, 24:14, 22:19               |          |                   | «Арена Рига», Рига Зрителей: 1 700 Судьи: Борис Шульга, Сергей Чебышев, Ник ван ден Брук |
| 11 ноября 2014 18:30 | Отчёт | Джеральд Робинсон, Рональдс Закис по 16 | Очки     | Блаз Махкович 20  | «Арена Рига», Рига Зрителей: 1 700 Судьи: Борис Шульга, Сергей Чебышев, Ник ван ден Брук |
| 11 ноября 2014 18:30 | Отчёт | Янис Тимма, Рональдс Закис по 7         | Подборы  | Ален Омич 16      | «Арена Рига», Рига Зрителей: 1 700 Судьи: Борис Шульга, Сергей Чебышев, Ник ван ден Брук |
| 11 ноября 2014 18:30 | Отчёт | Янис Тимма 6                            | Передачи | Клемен Препелич 6 | «Арена Рига», Рига Зрителей: 1 700 Судьи: Борис Шульга, Сергей Чебышев, Ник ван ден Брук |

| 11 ноября 2014 19:00 | Отчёт | Сольноки Олай             | 70:73    | Бешикташ            | «Тисалигети Спортчарнок», Сольнок Зрителей: 1 020 Судьи: Синиша Херцег, Юргис Лауринавичюс, Урош Обркнежевич |
| 11 ноября 2014 19:00 | Отчёт | 7:20, 21:17, 24:16, 18:20 |          |                     | «Тисалигети Спортчарнок», Сольнок Зрителей: 1 020 Судьи: Синиша Херцег, Юргис Лауринавичюс, Урош Обркнежевич |
| 11 ноября 2014 19:00 | Отчёт | Лазерик Джонс 14          | Очки     | Джаджуан Джонсон 18 | «Тисалигети Спортчарнок», Сольнок Зрителей: 1 020 Судьи: Синиша Херцег, Юргис Лауринавичюс, Урош Обркнежевич |
| 11 ноября 2014 19:00 | Отчёт | Мартон Бадер 8            | Подборы  | Хилтон Армстронг 8  | «Тисалигети Спортчарнок», Сольнок Зрителей: 1 020 Судьи: Синиша Херцег, Юргис Лауринавичюс, Урош Обркнежевич |
| 11 ноября 2014 19:00 | Отчёт | Лазерик Джонс 5           | Передачи | Крис Лофтон 7       | «Тисалигети Спортчарнок», Сольнок Зрителей: 1 020 Судьи: Синиша Херцег, Юргис Лауринавичюс, Урош Обркнежевич |

| 12 ноября 2014 18:00 | Отчёт | Зенит                      | 89:86    | Химки                           | «Сибур Арена», Санкт-Петербург Зрителей: 3 000 Судьи: Рюштю Нуран, Апостолос Калпакас, Эрсан Картал |
| 12 ноября 2014 18:00 | Отчёт | 15:12, 24:26, 23:22, 27:26 |          |                                 | «Сибур Арена», Санкт-Петербург Зрителей: 3 000 Судьи: Рюштю Нуран, Апостолос Калпакас, Эрсан Картал |
| 12 ноября 2014 18:00 | Отчёт | Уолтер Ходж 25             | Очки     | Тайриз Райс 21                  | «Сибур Арена», Санкт-Петербург Зрителей: 3 000 Судьи: Рюштю Нуран, Апостолос Калпакас, Эрсан Картал |
| 12 ноября 2014 18:00 | Отчёт | Деян Боровняк 11           | Подборы  | Пол Дэвис 6                     | «Сибур Арена», Санкт-Петербург Зрителей: 3 000 Судьи: Рюштю Нуран, Апостолос Калпакас, Эрсан Картал |
| 12 ноября 2014 18:00 | Отчёт | Уолтер Ходж 9              | Передачи | Тайриз Райс, Марко Попович по 4 | «Сибур Арена», Санкт-Петербург Зрителей: 3 000 Судьи: Рюштю Нуран, Апостолос Калпакас, Эрсан Картал |

### 6-й тур
| 19 ноября 2014 18:00 | Отчёт | Зенит                           | 81:61    | Сольноки Олай                      | «Сибур Арена», Санкт-Петербург Зрителей: 3 000 Судьи: Андрей Ерсан, Мариус Чулин, Мориц Райтер |
| 19 ноября 2014 18:00 | Отчёт | 17:16, 28:10, 23:17, 13:18      |          |                                    | «Сибур Арена», Санкт-Петербург Зрителей: 3 000 Судьи: Андрей Ерсан, Мариус Чулин, Мориц Райтер |
| 19 ноября 2014 18:00 | Отчёт | Уолтер Ходж 20                  | Очки     | Питер Лорант 13                    | «Сибур Арена», Санкт-Петербург Зрителей: 3 000 Судьи: Андрей Ерсан, Мариус Чулин, Мориц Райтер |
| 19 ноября 2014 18:00 | Отчёт | Кайл Лэндри 8                   | Подборы  | Питер Лорант 7                     | «Сибур Арена», Санкт-Петербург Зрителей: 3 000 Судьи: Андрей Ерсан, Мариус Чулин, Мориц Райтер |
| 19 ноября 2014 18:00 | Отчёт | Кэмерон Джонс, Уолтер Ходж по 4 | Передачи | Стефан Синовец, Лазерик Джонс по 3 | «Сибур Арена», Санкт-Петербург Зрителей: 3 000 Судьи: Андрей Ерсан, Мариус Чулин, Мориц Райтер |

| 19 ноября 2014 18:30 | Отчёт | ВЭФ                               | 79:86    | Химки           | «Арена Рига», Рига Зрителей: 800 Судьи: Роберто Кьяри, Луиш Лопеш, Рено Жейе |
| 19 ноября 2014 18:30 | Отчёт | 14:23, 22:31, 18:12, 25:20        |          |                 | «Арена Рига», Рига Зрителей: 800 Судьи: Роберто Кьяри, Луиш Лопеш, Рено Жейе |
| 19 ноября 2014 18:30 | Отчёт | Ингус Якович, Роналдс Закис по 17 | Очки     | Тайриз Райс 21  | «Арена Рига», Рига Зрителей: 800 Судьи: Роберто Кьяри, Луиш Лопеш, Рено Жейе |
| 19 ноября 2014 18:30 | Отчёт | Роналдс Закис 6                   | Подборы  | Сергей Моня 10  | «Арена Рига», Рига Зрителей: 800 Судьи: Роберто Кьяри, Луиш Лопеш, Рено Жейе |
| 19 ноября 2014 18:30 | Отчёт | Янис Тимма 8                      | Передачи | Марко Попович 6 | «Арена Рига», Рига Зрителей: 800 Судьи: Роберто Кьяри, Луиш Лопеш, Рено Жейе |

| 19 ноября 2014 20:30 | Отчёт | Олимпия                    | 57:80    | Бешикташ                         | «Арена Стожице», Любляна Зрителей: 6 000 Судьи: Висенте Бульто, Олег Латышев, Илья Путенко |
| 19 ноября 2014 20:30 | Отчёт | 14:24, 16:18, 12:14, 15:24 |          |                                  | «Арена Стожице», Любляна Зрителей: 6 000 Судьи: Висенте Бульто, Олег Латышев, Илья Путенко |
| 19 ноября 2014 20:30 | Отчёт | Ален Омич 16               | Очки     | Крис Лофтон 27                   | «Арена Стожице», Любляна Зрителей: 6 000 Судьи: Висенте Бульто, Олег Латышев, Илья Путенко |
| 19 ноября 2014 20:30 | Отчёт | Христо Николов 8           | Подборы  | Райан Брукхофф 8                 | «Арена Стожице», Любляна Зрителей: 6 000 Судьи: Висенте Бульто, Олег Латышев, Илья Путенко |
| 19 ноября 2014 20:30 | Отчёт | Халил Каначевич 5          | Передачи | Керем Тунджери, Энгин Атсур по 3 | «Арена Стожице», Любляна Зрителей: 6 000 Судьи: Висенте Бульто, Олег Латышев, Илья Путенко |

### 7-й тур
| 26 ноября 2014 17:00 | Отчёт | Химки                      | 105:77   | Олимпия            | Баскетбольный центр Московской области, Химки Зрителей: 1 150 Судьи: Панайотис Анастопулос, Ааре Халлико, Мориц Райтер |
| 26 ноября 2014 17:00 | Отчёт | 36:14, 27:32, 20:15, 22:16 |          |                    | Баскетбольный центр Московской области, Химки Зрителей: 1 150 Судьи: Панайотис Анастопулос, Ааре Халлико, Мориц Райтер |
| 26 ноября 2014 17:00 | Отчёт | Марко Попович 20           | Очки     | Клемен Препелич 24 | Баскетбольный центр Московской области, Химки Зрителей: 1 150 Судьи: Панайотис Анастопулос, Ааре Халлико, Мориц Райтер |
| 26 ноября 2014 17:00 | Отчёт | Джеймс Огастин 8           | Подборы  | Халил Каначевич 13 | Баскетбольный центр Московской области, Химки Зрителей: 1 150 Судьи: Панайотис Анастопулос, Ааре Халлико, Мориц Райтер |
| 26 ноября 2014 17:00 | Отчёт | Марко Попович 7            | Передачи | Клемен Препелич 5  | Баскетбольный центр Московской области, Химки Зрителей: 1 150 Судьи: Панайотис Анастопулос, Ааре Халлико, Мориц Райтер |

| 26 ноября 2014 18:45 | Отчёт | Бешикташ                           | 87:73    | Зенит            | «Акатлар Арена», Стамбул Зрителей: 1 070 Судьи: Дани Йерресуэло, Петар Обрадович, Милош Коленшич |
| 26 ноября 2014 18:45 | Отчёт | 21:15, 20:19, 24:19, 22:20         |          |                  | «Акатлар Арена», Стамбул Зрителей: 1 070 Судьи: Дани Йерресуэло, Петар Обрадович, Милош Коленшич |
| 26 ноября 2014 18:45 | Отчёт | Джаджуан Джонсон 25                | Очки     | Кэмерон Джонс 14 | «Акатлар Арена», Стамбул Зрителей: 1 070 Судьи: Дани Йерресуэло, Петар Обрадович, Милош Коленшич |
| 26 ноября 2014 18:45 | Отчёт | Крис Лофтон, Кенан Байрамович по 5 | Подборы  | Деян Боровняк 9  | «Акатлар Арена», Стамбул Зрителей: 1 070 Судьи: Дани Йерресуэло, Петар Обрадович, Милош Коленшич |
| 26 ноября 2014 18:45 | Отчёт | Эргин Атсур 6                      | Передачи | Уолтер Ходж 5    | «Акатлар Арена», Стамбул Зрителей: 1 070 Судьи: Дани Йерресуэло, Петар Обрадович, Милош Коленшич |

| 26 ноября 2014 19:00 | Отчёт | Сольноки Олай                      | 96:84    | ВЭФ                                 | «Тисалигети Спортчарнок», Сольнок Зрителей: 720 Судьи: Марцин Ковальский, Томаш Травицкий, Сашо Петек |
| 26 ноября 2014 19:00 | Отчёт | 26:22, 25:17, 20:14, 25:31         |          |                                     | «Тисалигети Спортчарнок», Сольнок Зрителей: 720 Судьи: Марцин Ковальский, Томаш Травицкий, Сашо Петек |
| 26 ноября 2014 19:00 | Отчёт | Питер Лорант 19                    | Очки     | Янис Тимма, Джеральд Робинсон по 22 | «Тисалигети Спортчарнок», Сольнок Зрителей: 720 Судьи: Марцин Ковальский, Томаш Травицкий, Сашо Петек |
| 26 ноября 2014 19:00 | Отчёт | Стефан Синовец 9                   | Подборы  | Янис Тимма 8                        | «Тисалигети Спортчарнок», Сольнок Зрителей: 720 Судьи: Марцин Ковальский, Томаш Травицкий, Сашо Петек |
| 26 ноября 2014 19:00 | Отчёт | Стефан Синовец, Серджерио Гипсон 5 | Передачи | Ингус Якович 6                      | «Тисалигети Спортчарнок», Сольнок Зрителей: 720 Судьи: Марцин Ковальский, Томаш Травицкий, Сашо Петек |

### 8-й тур
| 3 декабря 2014 17:30 | Отчёт | Химки                      | 82:78    | Бешикташ           | Баскетбольный центр Московской области, Химки Зрителей: 1 750 Судьи: Сеффи Шеммеш, Саша Маричич, Игор Драгоевич |
| 3 декабря 2014 17:30 | Отчёт | 20:13, 22:15, 18:15, 22:35 |          |                    | Баскетбольный центр Московской области, Химки Зрителей: 1 750 Судьи: Сеффи Шеммеш, Саша Маричич, Игор Драгоевич |
| 3 декабря 2014 17:30 | Отчёт | Марко Попович 14           | Очки     | Крис Лофтон 19     | Баскетбольный центр Московской области, Химки Зрителей: 1 750 Судьи: Сеффи Шеммеш, Саша Маричич, Игор Драгоевич |
| 3 декабря 2014 17:30 | Отчёт | Тайлер Ханикатт 10         | Подборы  | Джаджуан Джонсон 9 | Баскетбольный центр Московской области, Химки Зрителей: 1 750 Судьи: Сеффи Шеммеш, Саша Маричич, Игор Драгоевич |
| 3 декабря 2014 17:30 | Отчёт | Марко Попович 7            | Передачи | Энгин Атсур 7      | Баскетбольный центр Московской области, Химки Зрителей: 1 750 Судьи: Сеффи Шеммеш, Саша Маричич, Игор Драгоевич |

| 3 декабря 2014 18:30 | Отчёт | ВЭФ                        | 66:74    | Зенит          | «Арена Рига», Рига Зрителей: 800 Судьи: Эдди Вьятор, Оскар Переа, Ясмина Юрас |
| 3 декабря 2014 18:30 | Отчёт | 21:19, 15:26, 20:13, 10:16 |          |                | «Арена Рига», Рига Зрителей: 800 Судьи: Эдди Вьятор, Оскар Переа, Ясмина Юрас |
| 3 декабря 2014 18:30 | Отчёт | Янис Тимма 19              | Очки     | Уолтер Ходж 23 | «Арена Рига», Рига Зрителей: 800 Судьи: Эдди Вьятор, Оскар Переа, Ясмина Юрас |
| 3 декабря 2014 18:30 | Отчёт | Янис Тимма 7               | Подборы  | Кайл Лэндри 12 | «Арена Рига», Рига Зрителей: 800 Судьи: Эдди Вьятор, Оскар Переа, Ясмина Юрас |
| 3 декабря 2014 18:30 | Отчёт | Ингус Якович 6             | Передачи | Уолтер Ходж 7  | «Арена Рига», Рига Зрителей: 800 Судьи: Эдди Вьятор, Оскар Переа, Ясмина Юрас |

| 3 декабря 2014 20:30 | Отчёт | Олимпия                                | 89:67    | Сольноки Олай                    | «Арена Стожице», Любляна Зрителей: 2 600 Судьи: Хуан Карлос Гарсия Гонсалес, Ингус Бауманис, Жан-Шарль Койен |
| 3 декабря 2014 20:30 | Отчёт | 25:23, 26:8, 16:19, 22:17              |          |                                  | «Арена Стожице», Любляна Зрителей: 2 600 Судьи: Хуан Карлос Гарсия Гонсалес, Ингус Бауманис, Жан-Шарль Койен |
| 3 декабря 2014 20:30 | Отчёт | Паоло Маринелли, Марко Маринович по 18 | Очки     | Серджерио Гипсон 14              | «Арена Стожице», Любляна Зрителей: 2 600 Судьи: Хуан Карлос Гарсия Гонсалес, Ингус Бауманис, Жан-Шарль Койен |
| 3 декабря 2014 20:30 | Отчёт | Ален Омич 9                            | Подборы  | Питер Лорант 8                   | «Арена Стожице», Любляна Зрителей: 2 600 Судьи: Хуан Карлос Гарсия Гонсалес, Ингус Бауманис, Жан-Шарль Койен |
| 3 декабря 2014 20:30 | Отчёт | Марко Маринович 7                      | Передачи | Питер Лорант, Давид Войвода по 3 | «Арена Стожице», Любляна Зрителей: 2 600 Судьи: Хуан Карлос Гарсия Гонсалес, Ингус Бауманис, Жан-Шарль Койен |

### 9-й тур
| 9 декабря 2014 18:30 | Отчёт | ВЭФ                                   | 64:76    | Бешикташ                          | «Арена Рига», Рига Зрителей: 950 Судьи: Мигель Перес Перес, Сержиу Силва, Мориц Райтер |
| 9 декабря 2014 18:30 | Отчёт | 25:20, 16:14, 12:25, 11:17            |          |                                   | «Арена Рига», Рига Зрителей: 950 Судьи: Мигель Перес Перес, Сержиу Силва, Мориц Райтер |
| 9 декабря 2014 18:30 | Отчёт | Джеральд Робинсон 17                  | Очки     | Джон Холланд 18                   | «Арена Рига», Рига Зрителей: 950 Судьи: Мигель Перес Перес, Сержиу Силва, Мориц Райтер |
| 9 декабря 2014 18:30 | Отчёт | Марекс Мейерис, Анжейс Пасечникс по 6 | Подборы  | Энгин Атсур 7                     | «Арена Рига», Рига Зрителей: 950 Судьи: Мигель Перес Перес, Сержиу Силва, Мориц Райтер |
| 9 декабря 2014 18:30 | Отчёт | Джеральд Робинсон 6                   | Передачи | Муратджан Гулер, Энгин Атсур по 6 | «Арена Рига», Рига Зрителей: 950 Судьи: Мигель Перес Перес, Сержиу Силва, Мориц Райтер |

| 10 декабря 2014 18:00 | Отчёт | Сольноки Олай                         | 65:79    | Химки              | «Тисалигети Спортчарнок», Сольнок Зрителей: 1 040 Судьи: Миливое Йовчич, Оскарс Лучис, Карлос Перуга |
| 10 декабря 2014 18:00 | Отчёт | 17:22, 13:14, 19:21, 16:22            |          |                    | «Тисалигети Спортчарнок», Сольнок Зрителей: 1 040 Судьи: Миливое Йовчич, Оскарс Лучис, Карлос Перуга |
| 10 декабря 2014 18:00 | Отчёт | Питер Лорант 16                       | Очки     | Тайлер Ханикатт 20 | «Тисалигети Спортчарнок», Сольнок Зрителей: 1 040 Судьи: Миливое Йовчич, Оскарс Лучис, Карлос Перуга |
| 10 декабря 2014 18:00 | Отчёт | Питер Лорант, Страхиня Милошевич по 7 | Подборы  | Тайлер Ханикатт 12 | «Тисалигети Спортчарнок», Сольнок Зрителей: 1 040 Судьи: Миливое Йовчич, Оскарс Лучис, Карлос Перуга |
| 10 декабря 2014 18:00 | Отчёт | Страхиня Милошевич 6                  | Передачи | Тайрис Райс 6      | «Тисалигети Спортчарнок», Сольнок Зрителей: 1 040 Судьи: Миливое Йовчич, Оскарс Лучис, Карлос Перуга |

| 10 декабря 2014 18:00 | Отчёт | Зенит                             | 75:74    | Олимпия           | «Сибур Арена», Санкт-Петербург Зрителей: 1 800 Судьи: Сеффи Шеммеш, Карлос Кортес, Сергей Чебышев |
| 10 декабря 2014 18:00 | Отчёт | 26:19, 19:18, 14:16, 16:21        |          |                   | «Сибур Арена», Санкт-Петербург Зрителей: 1 800 Судьи: Сеффи Шеммеш, Карлос Кортес, Сергей Чебышев |
| 10 декабря 2014 18:00 | Отчёт | Артём Вихров 20                   | Очки     | Дино Мурич 15     | «Сибур Арена», Санкт-Петербург Зрителей: 1 800 Судьи: Сеффи Шеммеш, Карлос Кортес, Сергей Чебышев |
| 10 декабря 2014 18:00 | Отчёт | Андрей Кощеев, Деян Боровняк по 5 | Подборы  | Ален Омич 13      | «Сибур Арена», Санкт-Петербург Зрителей: 1 800 Судьи: Сеффи Шеммеш, Карлос Кортес, Сергей Чебышев |
| 10 декабря 2014 18:00 | Отчёт | Уолтер Ходж 7                     | Передачи | Марко Маринович 6 | «Сибур Арена», Санкт-Петербург Зрителей: 1 800 Судьи: Сеффи Шеммеш, Карлос Кортес, Сергей Чебышев |

### 10-й тур
| 17 декабря 2014 17:00 | Отчёт | Химки                      | 90:68    | Зенит             | Баскетбольный центр Московской области, Химки Зрителей: 1 150 Судьи: Миливое Йовчич, Амит Балак, Александар Глишич |
| 17 декабря 2014 17:00 | Отчёт | 20:23, 25:23, 23:10, 22:12 |          |                   | Баскетбольный центр Московской области, Химки Зрителей: 1 150 Судьи: Миливое Йовчич, Амит Балак, Александар Глишич |
| 17 декабря 2014 17:00 | Отчёт | Тайрис Райс 21             | Очки     | Деян Боровняк 15  | Баскетбольный центр Московской области, Химки Зрителей: 1 150 Судьи: Миливое Йовчич, Амит Балак, Александар Глишич |
| 17 декабря 2014 17:00 | Отчёт | Жоффре Ловернь 11          | Подборы  | Далента Стивенс 9 | Баскетбольный центр Московской области, Химки Зрителей: 1 150 Судьи: Миливое Йовчич, Амит Балак, Александар Глишич |
| 17 декабря 2014 17:00 | Отчёт | Тайрис Райс 6              | Передачи | Уолтер Ходж 7     | Баскетбольный центр Московской области, Химки Зрителей: 1 150 Судьи: Миливое Йовчич, Амит Балак, Александар Глишич |

| 17 декабря 2014 19:00 | Отчёт | Бешикташ                                         | 67:68    | Сольноки Олай      | «Акатлар Арена», Стамбул Зрителей: 1 154 Судьи: Петрос Папапетру, Гентиан Чичи, Торкильд Родсанд |
| 17 декабря 2014 19:00 | Отчёт | 10:16, 16:19, 19:15, 22:18                       |          |                    | «Акатлар Арена», Стамбул Зрителей: 1 154 Судьи: Петрос Папапетру, Гентиан Чичи, Торкильд Родсанд |
| 17 декабря 2014 19:00 | Отчёт | Крис Лофтон 24                                   | Очки     | Лазерик Джонс 18   | «Акатлар Арена», Стамбул Зрителей: 1 154 Судьи: Петрос Папапетру, Гентиан Чичи, Торкильд Родсанд |
| 17 декабря 2014 19:00 | Отчёт | Джон Холланд, Райан Брукхофф по 6                | Подборы  | Стефан Синовец 8   | «Акатлар Арена», Стамбул Зрителей: 1 154 Судьи: Петрос Папапетру, Гентиан Чичи, Торкильд Родсанд |
| 17 декабря 2014 19:00 | Отчёт | Крис Лофтон, Джон Холланд, Хилтон Армстронг по 2 | Передачи | Серджерио Гипсон 4 | «Акатлар Арена», Стамбул Зрителей: 1 154 Судьи: Петрос Папапетру, Гентиан Чичи, Торкильд Родсанд |

| 17 декабря 2014 20:30 | Отчёт | Олимпия                    | 90:61    | ВЭФ                               | «Арена Стожице», Любляна Зрителей: 2 700 Судьи: Яннис Фуфис, Илья Путенко, Саверио Ландзарини |
| 17 декабря 2014 20:30 | Отчёт | 22:14, 19:15, 28:17, 21:15 |          |                                   | «Арена Стожице», Любляна Зрителей: 2 700 Судьи: Яннис Фуфис, Илья Путенко, Саверио Ландзарини |
| 17 декабря 2014 20:30 | Отчёт | Блаз Махкович 15           | Очки     | Роналдс Закис 19                  | «Арена Стожице», Любляна Зрителей: 2 700 Судьи: Яннис Фуфис, Илья Путенко, Саверио Ландзарини |
| 17 декабря 2014 20:30 | Отчёт | Халил Каначевич 7          | Подборы  | Янис Берзиньш 10                  | «Арена Стожице», Любляна Зрителей: 2 700 Судьи: Яннис Фуфис, Илья Путенко, Саверио Ландзарини |
| 17 декабря 2014 20:30 | Отчёт | Марко Маринович 5          | Передачи | Ингус Яковичс, Джералд Робинсон 4 | «Арена Стожице», Любляна Зрителей: 2 700 Судьи: Яннис Фуфис, Илья Путенко, Саверио Ландзарини |

## Статистика
|      | Бешикташ               | ВЭФ                     | Зенит               | Олимпия               | Сольноки Олай             | Химки                |
| ---- | ---------------------- | ----------------------- | ------------------- | --------------------- | ------------------------- | -------------------- |
| PPG  | Крис Лофтон (20.9)     | Джералд Робинсон (16.1) | Уолтер Ходж (16.7)  | Ален Омич (11.9)      | Давид Войвода (12.9)      | Тайрис Райс (15.6)   |
| RPG  | Джаджуан Джонсон (5.6) | Марекс Мейерис (4.7)    | Деян Боровняк (6.1) | Ален Омич (7.6)       | Питер Лорант (6.4)        | Жоффре Ловернь (5.3) |
| APG  | Атсур Энгин (4.6)      | Янис Тимма (4.1)        | Уолтер Ходж (6.5)   | Марко Маринович (5.0) | Лазерик Джонс (4.1)       | Тайрис Райс (4.9)    |
| APIR | Крис Лофтон (19.3)     | Джералд Робинсон (14.9) | Уолтер Ходж (18.4)  | Ален Омич (16.0)      | Страхиня Милошевич (15.1) | Тайрис Райс (18.0)   |